# Оружје на даљину
Оружје на даљину је свако оружје које може да погоди мету на удаљености већој од физичког досега самог оружја. Понекад се назива и пројектилно оружје јер обично испаљује пројектиле, мада је технички оружје са усмереном енергијом (које не укључује пројектиле) такође оружје на даљину. Супротно томе, оружје намењено за борбу прса у прса назива се оружје на близину.

## Повезано
- Пројектил